# Tập hợp liên thông

Tập A là liên thông, còn B không

Tập hợp liên thông là tập hợp không thể biểu diễn dưới dạng hợp của hai tập hợp mở không rỗng rời nhau.
Một không gian tôpô gọi là liên thông nếu không thể biểu diễn dưới dạng hợp của 2 tập mở không rỗng rời nhau, nói cách khác nó  không chứa một tập con thực sự vừa đóng vừa mở.
Một không gian tôpô E gọi là liên thông đường (hay liên thông cung) nếu với mọi cặp hai điểm x, y trên E đều có thể xác lập một ánh xạ liên tục f từ đoạn thẳng đơn vị [0, 1] vào E sao cho f(0)=x, f(1)=y

## Liên thông

### Định nghĩa không gian tô pô liên thông
Không gian tôpô X được gọi là không liên thông nếu nó là hội của hai Tập mở rời nhau khác rỗng. Ngược lại là liên thông.
Nói cách khác một không gian tôpô gọi là không gian tô pô liên thông nếu không thể biểu diễn dưới dạng hợp của 2 tập mở khác rỗng rời nhau, hoặc không chứa một tập con thực sự vừa là Tập đóng vừa là Tập mở.
- Định lý: không gian X là liên thông nếu và chỉ nếu nó không có tập con nào vừa đóng vừa mở trong X ngoại trừ tập rỗng và chính nó.
- Hệ quả: Trong mọi không gian topo X, tập X và tập rỗng là 2 tập duy nhất vừa đóng vừa mở trong X.

Ví dụ:
1. Trong {\displaystyle \mathbb {R} } với topo giới hạn dưới, khoảng {\displaystyle \left[a,b\right)} là vừa đóng vừa mở. Do đó {\displaystyle \mathbb {R} } không liên thông trong topo này.
2. Hội của [0, 1) và (1, 2] là không liên thông vì 1 không thuộc hội của hai tập này; cả hai khoảng đó là mở trong không gian topo chuẩn [0, 1) ∪ (1, 2].
3. (0, 1) ∪ {x} là không liên thông nếu x không thuộc (0, 1).

Hội và giao của các tập liên thông với nhau

4. Tập lồi là liên thông.
5. {\displaystyle \mathbb {R} } là tập liên thông.

- Định lý: {\displaystyle X,Y} là hai không gian topo, {\displaystyle f:X\longrightarrow Y} là Ánh xạ liên tục, thì {\displaystyle f(X)} là liên thông trong {\displaystyle Y}.
- Bổ đề: {\displaystyle C,D} là hai tập con của không gian topo {\displaystyle X}. Giả sử {\displaystyle C} là liên thông và {\displaystyle C\subset D}. Hơn nữa giả sử rằng {\displaystyle U,V} là tách của {\displaystyle D} trong {\displaystyle X}. Thì có {\displaystyle C\subset D} hoặc {\displaystyle C\subset V}
- Định lý: Nếu {\displaystyle A_{\alpha }} là họ tập con khác rỗng liên thông của không gian topo {\displaystyle X} sao cho {\displaystyle \bigcap _{\alpha \in I}A} là khác rỗng, thì {\displaystyle \bigcup _{\alpha \in I}A} cũng liên thông.
- Định lý: Bao đóng của tập con liên thông là liên thông:
- Định lý: Cho {\displaystyle X_{1},X_{2},...,X_{n}} là họ các không gian liên thông. Thì không gian tích {\displaystyle X_{1}\times ...\times X_{n}} là liên thông.
- Mệnh đề: Một tập con của không gian topo được gọi là liên thông nếu nó liên thông dưới một không gian topo con của nó.

### Thành phần liên thông
Những tập con liên thông lớn nhất của không gian topo khác rỗng được gọi là thành phần liên thông của không gian đó.
Hai điểm x, y trong không gian topo X gọi là thông nhau nếu nó cùng nằm trong 1 tập liên thông. Khi đó quan hệ "thông nhau" là 1 quan hệ tương đương trên X. Quan hệ này chia X thành các lớp rời nhau, mỗi lớp đó gọi là một thành phần liên thông trong X. Ký hiệu một thành phần liên thông chứa x là C(x).
- Định lý: Thành phần liên thông thì liên thông.
- Định lý: Mỗi thành phần liên thông của X là tập con đóng của X.
- Định lý: Nếu hai không gian là đồng phôi thì có một song ánh giữa các tập hợp các thành phần liên thông của hai không gian đó.
- Định lý: Cho {\displaystyle f:X\rightarrow Y} là Phép đồng phôi. Nếu C là thành phần liên thông của X thì f(C) là thành phần liên thông của Y.

Ví dụ:
1. R^k chỉ có 1 thành phần liên thông là chính nó. Tập Q có vô hạn các thành phần liên thông.
2. {\displaystyle X=(-1,1)\cup (2,3)} có hai thành phần liên thông.
3. Đường thẳng thực bỏ đi một điểm có hai thành phần liên thông.

## Liên thông đường

Tập liên thông đường vì giữa hai bất kỳ đều có thể kẻ được đường dẫn nằm trọn trong tập đó nối hai điểm

### Khái quát
Không gian topo X được gọi là liên thông đường nếu với mọi điểm x, y trong X có đường đi trong X từ x tới y. Tập con A của không gian topo X là liên thông đường trong X nếu A là liên thông đường trong không gian topo con, hay còn nói rằng A thừa kế từ X.
Không gian X gọi là liên thông đường nếu với 2 điểm x, y bất kì nếu tồn tại một ánh xạ liên tục f: [0,1]->X sao cho f(0)=x và f(1)=y. (Nói nôm na là giữa 2 điểm bất kì đều có 1 đường đi nối chúng)
Ví dụ: 
1. Các tập lồi là các không gian liên thông đường.
2. {\displaystyle (\mathbb {R} ^{n},Euclid)} liên thông đường.

- Định lý: Tích của các không gian liên thông đường là liên thông đường.
- Định lý: Nếu X là không gian liên thông đường, thì nó là liên thông.
- Định lý: Giả sử {\displaystyle f:X\rightarrow Y} là ánh xạ liên tục và X là liên thông đường. Thì {\displaystyle f(X)} là không gian con liên thông đường của Y.

### Thành phần liên thông đường
Lớp tương đương dưới quan hệ tương đương {\displaystyle \sim _{p}} được gọi là thành phần liên thông đương của X. Trong đó quan hệ tương đương {\displaystyle \sim _{p}} trên không gian topo X được định nghĩa bởi {\displaystyle x\sim _{p}y} nếu tồn tại một đường đi trong X từ x đến y.
- Định lý: X là không gian topo, mỗi thành phần liên thông đường của X là liên thông đường.
- Định lý:  X là không gian topo, mỗi tập con liên thông đường của X là tập con của những thành phần liên thông đường của X.
- Định lý: Nếu {\displaystyle \{A_{\alpha }\}} là họ tập con khác rỗng liên thông đường của không gian topo {\displaystyle X} sao cho {\displaystyle \bigcap A_{\alpha }} là khác rỗng, thì {\displaystyle \bigcup A_{\alpha }} cũng liên thông đường.
- Định lý: {\displaystyle f:X\rightarrow Y} là đồng phôi và C là thành phần liên thông đường của X, thì {\displaystyle f(C)} là thành phần liên thông đường của Y.

### Quan hệ giữa liên thông và liên thông đường

Hình mô tả không gian S

Một tập liên thông đường thì liên thông, ngược lại không đúng.
Ví Dụ:
1. Xét S không gian con của {\displaystyle \mathbb {R} ^{2}} (hay còn gọi là Topologist's sine curve): {\displaystyle S=\left(\{0\}\times \left[-1,1\right]\right)\bigcup \{\left(x,y\right)\mid y=\ \sin \left({\frac {1}{x}}\right),x>\ 0\}}.

S liên thông nhưng S không liên thông đường.

## Liên thông địa phương

Trong không gian topo này, V lân cận của p và nó chứa lân cân liên thông có chứa p (đĩa màu xanh).

Định nghĩa: {\displaystyle X} là liên thông địa phương nếu và chỉ nếu với mọi {\displaystyle x} trong {\displaystyle X} và mọi Lân cận {\displaystyle U} của {\displaystyle x} thì có một lân cận liên thông {\displaystyle V} của {\displaystyle x} sao {\displaystyle V\subset U}.
Ví dụ
1. Mỗi khoảng và tia trong đường thẳng thực thì liên thông địa phương.
2. Không gian con {\displaystyle \left[-1,0\right)\cup \left(0,1\right]} của {\displaystyle R} thì không liên thông nhưng nó liên thông địa phương.
3. Với {\displaystyle n} là số nguyên dương,Không gian Euclide {\displaystyle R^{n}} là liên thông và liên thông địa phương.
4. Topologist's sine curve là không gian con của mặt phẳng Eclide thì liên thông nhưng không liên thông địa phương.
5. Tập hợp các Số hữu tỉ {\displaystyle Q} với topo Eclide thì không liên thông địa phương.

- Định lý:  {\displaystyle X}  là liên thông địa phương nếu và chỉ nếu với mọi tập {\displaystyle U} mở trong {\displaystyle X},mà mỗi thành phần liên thông của {\displaystyle U} là mở trong {\displaystyle X}.

- Hệ quả: Nếu {\displaystyle X} là liên thông địa phương thì mỗi thành phần liên thông của {\displaystyle X} là mở.

- Định lý: Mọi tập con mở của không gian liên thông địa phương thì liên thông địa phương.

Định nghĩa: (Liên thông địa phương yếu) Không gian {\displaystyle X} là liên thông địa phương yếu nếu mọi lân cận {\displaystyle U} của {\displaystyle x} có một không gian con liên thông của {\displaystyle X} chứa trong  {\displaystyle U} và chứa {\displaystyle x}.

## Liên thông đường địa phương
Định nghĩa Tập X là liên thông đường địa phương nếu và chỉ nếu với mọi {\displaystyle x} trong {\displaystyle X} và mọi lân cận {\displaystyle U} của {\displaystyle x} thì có một lân cận liên thông đường {\displaystyle V} của {\displaystyle x} sao cho {\displaystyle V\subset U}.
Ví dụ
1. {\displaystyle R^{n}} là liên thông đường địa phương.
2. Tất cả các Tập mở trong Không gian định chuẩn là liên thông đường địa phương.

- Định lý: Không gian topo {\displaystyle X} là liên thông đường địa phương nếu và chỉ nếu với mọi tập mở {\displaystyle U} trong {\displaystyle X}, mà mỗi thành phần liên thông đường trong {\displaystyle U} là mở trong {\displaystyle X}.
- Hệ quả Nếu {\displaystyle X} là liên thông đường địa phương thì mỗi thành phân liên thông của {\displaystyle X} là mở.
- Định lý:  Mọi tập con mở của không gian liên thông đường địa phương thì liên thông đường địa phương.

Định nghĩa(Liên thông địa phương yếu) Không gian {\displaystyle X} là liên thông đường địa phương yếu tại {\displaystyle x} nếu với mọi lân cận {\displaystyle U} của {\displaystyle x} có một không gian con liên thông đường của {\displaystyle X} chứa trong {\displaystyle U} và chứa {\displaystyle x}.

### Quan hệ giữa liên thông địa phương và liên thông đường địa phương
- Mệnh đề: Liên thông đường địa phương thì liên thông địa phương, ngược lại không đúng.
- Mệnh đề: Liên thông và liên thông đường địa phương thì liên thông đường.